# 67 Азија
67 Азија (лат. 67 Asia) је астероид главног астероидног појаса. Приближан пречник астероида је 58,11 km,
а средња удаљеност астероида од Сунца износи 2,420 астрономских јединица (АЈ).
Инклинација (нагиб) орбите у односу на раван еклиптике је 6,027 степени, а орбитални период износи 1375,893 дана (3,766 године). Ексцентрицитет орбите астероида износи 0,184.
Апсолутна магнитуда астероида износи 8,28 а геометријски албедо 0,255.
Астероид је откривен 17. априла 1861. године.